# 볼로그다주
볼로그다주(러시아어: Вологодская область Vologodskaya oblastʹ[*], IPA: [vəlɐˈɡotskəjə ˈobləsʲtʲ]; 벱스어: Vologdan agj)는 러시아의 연방주체 (주)이다. 그것의 행정중심은 볼로그다이다. 인구는 1,202,444명(2010년 인구 조사)이다. 가장 큰 도시는 체레포베츠로, 세베르스탈 야금 공장의 본거지로, 주에서 가장 큰 산업제 기업이다.
볼로그다주에는 키릴로-벨로제르스키 수도원, 디오니시우스의 프레스코화가 있는 세계문화유산인 페라폰토프 수도원, 두 중세 도시인 벨리키 우스튜그와 벨로제르스크, 그리고 토트마와 우스튜즈나의 바로크 양식 교회 등 많은 역사적 기념물이 있다.
목재와 담수의 대규모 매장량이 주요 천연자원이다.

## 지리
아르한겔스크주 (N), 키로프주 (E), 코스트로마주 (SE), 야로슬라블주 (S), 트베리주 (SW), 노브고로드주 (SW), 레닌그라드주 (W)와 카렐리야 공화국 (NW)과 접해 있다.

### 시간대
모스크바 시간 (MSK/MSD)에 접해 있다. UTC와의 시차는 +0300 (MSK)/+0400 (MSD)이다.

## 인구
인구: 1,142,827 (2021년 인구 조사); 1,202,444 (2010년 인구 조사); 1,269,568 (2002년 인구 조사); 1,353,870 (1989년 인구 조사).
2024년의 중요 통계:

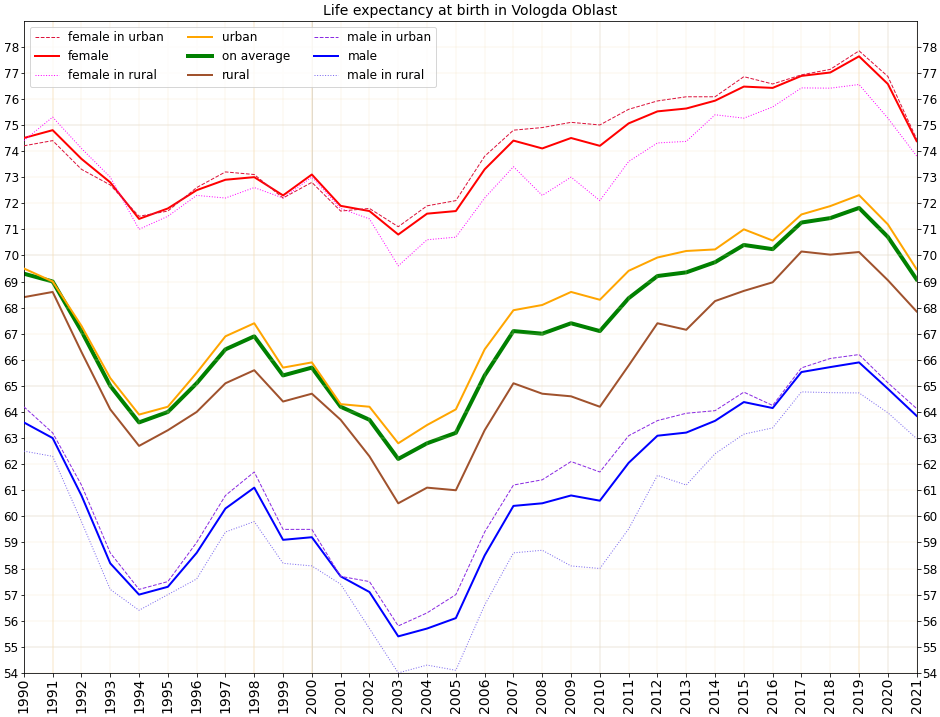
볼로그다주의 출생 기대수명

- 출생: 8,230명 (7.4 당 1000명)
- 사망: 16,163명 (14.5 당 1000명)

합계출산율 (2024년):
여성 1인당 1.33명의 어린이
기대수명 (2021년)
총: 69.08년 (남자: 63.85세, 여자: 74.38세)
2010년 민족 구성:
- 러시아인: 97.3%
- 우크라이나인: 0.7%
- 벨라루스인: 0.3%
- 벱스인: 0.04%
- 기타: 1.7%
- 58,511명이 행정 데이터베이스에서 등록되었고, 민족을 선언할 수 없었다. 이 그룹의 민족 비율은 선언된 그룹의 민족 비율과 같을 것으로 추정된다.[18]

주 북서쪽에 있는 바바예프스키와 비테고르스키군은 전통적으로 벱스인이 거주하던 지역에 속한다. 볼로그다주에 사는 벱스인은 벱스 방언의 중심 그룹을 사용한다. 이 주의 인구의 55% 이상이 2개의 가장 큰 도시(볼로그다와 체레포베츠)에 거주한다.

## 행정 구역

### 군
- 바바옙스키군
- 바부시킨스키군
- 벨로제르스키군
- 차고도시첸스키군
- 체레포베츠키군
- 그랴조베츠키군
- 카두이스키군
- 하롭스키군
- 키치고로데츠키군
- 키릴롭스키군
- 메즈두레첸스키군
- 니콜스키군
- 뉵센스키군
- 셱스닌스키군
- 소콜스키군
- 샴젠스키군
- 타르녹스키군
- 토템스키군
- 우스티쿠빈스키군
- 우스튜젠스키군
- 바슈킨스키군
- 벨리코우스튝스키군
- 베르호바시스키군
- 볼로고츠키군
- 보제고츠키군
- 비테고르스키군

### 도시
- 체레포베츠
- 소콜
- 벨리키우스튜크
- 볼로그다

## 경제
볼로그다주의 체레포베츠에는 러시아 최대의 철강 기업 세베르스탈이 있다.